# Gaius Julius Polybius
Gaius Julius Polybius († 47 n.Chr.) was een invloedrijk Romeins vrijgelatene van keizer Claudius.
Polybius werd door keizer Caligula vrijgelaten. Tijdens de regeringsperiode van Claudius, genoot hij het bijzondere vertrouwen van de keizer, die hem in zijn naaste kring van adviseurs opnam. Het was zijn taak de keizer te adviseren. Als houder van het ambt a libellis was hij verantwoordelijk voor de verzoekschriften aan de keizer, die hij moest ordenen en aan de keizer moest voorleggen. Daarnaast was hij bibliothecaris en adviseur van de keizer voor onderwijs. Het is omstreden of hij het ambt ab studiis heeft uitgeoefend. Mogelijkerwijze was hij ook bevoegd voor de aanbeveling en aanstelling van personen, die de keizer voor verschillende bevorderingen en ambten had voorzien. Zijn relatie met Claudius' vrouw Messalina kostte hem het leven. Er is ook overgeleverd, dat Polybius verschillende broers alsook een zoon en vrouw had.